# 蓝尾蜂鸟
蓝尾蜂鸟（学名：Saucerottia cyanura），是雨燕目蜂鸟科的一种鸟类。
蓝尾蜂鸟体重约3.9克，翼长约53.9毫米，嘴峰长约21.9毫米，喙宽度约2.4毫米，喙厚度约1.9毫米，跗蹠长约6.8毫米，尾长约30.4毫米。蓝尾蜂鸟在其分布区内为留鸟，其栖息在半开放的中等高度的林地中，食性为草食性，主要食物来源是植物的花蜜。

## 亚种
- ：分布于墨西哥南部恰帕斯州东南部至危地马拉南部的太平洋沿岸地区。
- ：分布于洪都拉斯南部至萨尔瓦多东部和尼加拉瓜西北部。
- ：分布于哥斯达黎加西北部和中部。[4]